# Martwe pole

Czerwony pojazd znajduje się w martwym polu kierowcy pojazdu niebieskiego

Martwe pole – obszar wokół pojazdu (głównie samochody osobowe, ciężarowe, terenowe itp., a także motorówki i samoloty), który nie jest widoczny dla kierowcy w lusterkach bocznych ani w lusterku wstecznym.
Zjawisko „martwego pola” wynika z tego, że lusterka samochodowe nie są w stanie objąć podglądem całego obszaru wokół pojazdu.
Największe martwe pole mają lusterka płaskie; obecnie producenci aut – dla poprawienia pola widzenia z boku i z tyłu – stosują lusterka sferyczne (wykonane są z tafli szkła w kształcie wycinka kuli) lub lusterka asferyczne (nazywane również łamanymi) – mają one skrajną część zwierciadła nachyloną pod ostrzejszym kątem niż reszta tafli).
Pierwszym i nowatorskim rozwiązaniem wychwytującym elementy (głównie inne pojazdy) w martwym polu jest – opracowany przez szwedzki koncern Volvo – system BLIS (z ang. Blind Spot Information System), który do seryjnej produkcji wszedł pod koniec 2004 roku.

## Tramwaje i pociągi
Martwe punkty występują również wokół tramwajów i pociągów (lokomotywy z wagonami oraz zespołami trakcyjnymi).